# Angelitha Wass
Angelitha Wass fue una cortesana húngara del siglo XVI, dama de compañía de la reina consorte de Hungría Ana de Foix-Candale, esposa del rey Vladislao II de Hungría. Posteriormente se convirtió en amante de Luis II de Hungría, hijo de los reyes.

## Biografía
Angelitha Wass era una dama de compañía de la reina consorte de Hungría Ana de Foix-Candale, esposa del rey Vladislao II de Hungría. Luego de la proclamación de Luis II de Hungría, hijo del rey Vladislao II y Ana, en 1508 como el futuro sucesor de su padre, el monarca ordenó que las damas cortesanas que habían servido a la reina estuviesen ahora al servicio de sus hijos. De esta forma Angelitha Wass entró en contacto con el joven Luis II, al que acabó iniciando en los placeres carnales convirtiéndose en su amante, y probablemente también en una suerte de madre sustituta para el joven, que había perdido a Ana de Foix tres semanas después de haber nacido.
Hacia 1521 Angelitha dio a luz un hijo ilegítimo del rey Luis II, conocido como Juan Wass. Tras la muerte de Luis II en la batalla de Mohács en 1526, Angelitha se mudó a Bratislava con su hijo. Si bien se casó con un hombre de nombre Ethey, este murió pronto y del matrimonio no nacieron hijos. Juan Wass nunca llegó a ser legitimado no pudiendo reclamar sus derechos sucesorios, pero recibió siempre 32 florines de oro anuales del tesoro real. Angelitha murió viuda.